# Тварь ходит среди нас
«Тварь ходит среди нас» (англ. The Creature Walks Among Us) — фантастический фильм 1956 года, дебют Джона Шервуда в качестве режиссёра. Входит в классическую серию фильмов ужасов студии Universal.

## Сюжет
После побега жаброчеловека из океанариума группа учёных во главе с доктором Бартоном и его женой, Маршей, а также Джедом Грантом в качестве проводника преследует его в регионе Эверглейдс, где он ранил местного жителя. В ходе дискуссии между учёными, Бартон заявляет, что хочет провести некие опыты на пойманном существе.
Во время проверочного погружения к Гранту и доктору Моргану присоединяется Марша, вызывая этим ревность у мужа. Жаброчеловек наблюдает за погружением. На глубине Марша теряет сознание, и мужчины возвращаются с ней на борт.
Учёные, видящие жаброчеловека в воде с помощью мощного оборудования, преследуют его на лодке по мелководью. Монстр нападает, и Грант попадает в него двумя стрелами со снотворным и поджигает. Обожжённого жаброчеловека в коме доставляют на корабль. После рентгена учёные обнаруживают, что помимо жабр у монстра есть и лёгкие, и делают ему трахеотомию с целью заставить лёгкие работать. После операции жаброчеловек начинает мутировать, становясь всё более человекоподобным.
После ужина учёные обсуждают происходящие с монстром изменения, в конце вечера напившийся Бартон ведёт себя грубо с женой. Выбравшийся из своей каюты жаброчеловек нападает на Гранта, заигрывающего с Маршей, и прыгает в воду. Но он больше не может дышать под водой, и доктор Морган ныряет за ним с кислородным шлангом и возвращает монстра на корабль.
Монстра перевозят на отдалённое ранчо в Калифорнии, где доктор Бартон подготовил для него специальный вольер с оградой под током. Тем временем ревность доктора растёт: он допрашивает жену, о чём она говорила с другими мужчинами, а после совместного купания Марши и Гранта приказывает последнему немедленно покинуть дом. Затем в приступе ревности Бартон убивает уже покидающего дом Гранта и, в попытке скрыть своё преступление, подкидывает труп в вольер жаброчеловека. Однако доктор не успевает включить электричество, монстр вырывается и идёт по пятам забаррикадировавшегося в доме Бартона.
Жаброчеловек настигает и убивает Бартона, после чего покидает ранчо, направляясь к морю.

## Актёрский состав
| Актёр          | Роль                            |
| -------------- | ------------------------------- |
| Морроу, Джефф  | Доктор Уильям Бартон            |
| Сноуден, Ли    | Марша Бартон                    |
| Палмер, Грегг  | Джед Грант                      |
| Ризон, Рекс    | Доктор Томас Морган             |
| Мэнсон, Морис  | Доктор Борг                     |
| Роули, Джеймс  | Доктор Джонсон                  |
| Браунинг, Рику | Жаброчеловек (подводные съёмки) |
| Мегоуэн, Дон   | Жаброчеловек                    |